# Brett Battles
Brett Battles, né en 1962 à Ridgecrest, en Californie, est un écrivain américain, auteur de nombreux romans policiers et thrillers.

## Biographie
Brett Battles naît et grandit en Californie du Sud dans un cercle familial qui lui instille le goût de la littérature.
Il est l'auteur de nombreux best-sellers de USA Today.
En 2007, il publie son premier roman, Le Nettoyeur (The Cleaner), premier volume d'une série consacrée à Jonathan Quinn, un ancien policier pour le « Bureau » , une agence de renseignement secrète américaine. Avec le deuxième roman de cette série, The Deceived, il est lauréat du prix Barry 2009 du meilleur thriller.
Il initie plusieurs autres séries comme Logan Harper, Project Eden, Rewinder ou Excoms.

## Œuvre

### Romans

#### SérieJonathan Quinn
- The Cleaner (2007) Publié en français sous le titre Le Nettoyeur, Saint-Victor-d'Épine, City éditions, 2008  (ISBN 978-2-35288-116-2) ; réédition, Saint-Victor-d'Épine, City éditions, coll. « Poche », 2009  (ISBN 978-2-35288-314-2)
- The Deceived (2008)
- Shadow of Betrayal (2009) (autre titre ; The Unwanted)
- The Silenced (2011)
- The Destroyed (2012)
- The Collected (2012)
- The Enraged (2013)
- The Discarded (2014)
- The Buried (2015)
- The Unleashed (2016)
- The Aggrieved (2017)

#### SérieLogan Harper
- Little Girl Gone (2011)
- Every Precious Thing (2011)

#### SérieProject Eden
- Sick (2011)
- Exit 9 (2011)
- Pale Horse (2012)
- Ashes (2012)
- Eden Rising (2013)
- Dream Sky (2014)
- Down (2014)

#### SérieAlexandra Poe
Coécrit avec Robert Gregory Browne
- Poe (2013)
- Takedown (2013)

#### SérieRewinder
- Rewinder (2014)
- Destroyer (2016)
- Survivor (2017)

#### SérieMine
- Mine (2016)
- The Arrival (2016)

#### SérieExcoms
- The Excoms (2016)
- Town at the Edge of Darkness (2017)

#### Autres romans
- The Pull of Gravity (2011)
- No Return (2012)
- Night Man (2019)

### Novellas
- Perfect Gentleman (2011)
- The Assignment (2013)
- Quick Study (2014)

### Recueil de nouvelles
- Shaken: Stories for Japan (2011), recueil collectif en collaboration avec Cara Black, Dale Furutani, Timothy Hallinan, Naomi Hirahara, Wendy Hornsby, Debbi Mack, I. J. Parker, Gary Philips et C.J. West

## Prix et distinctions

### Prix
- Prix Barry 2009 du meilleur thriller pour The Deceived[1]

### Nominations
- Prix Barry 2008 du meilleur thriller pour The Cleaner[1]
- Prix Shamus 2008 du meilleur premier roman pour The Cleaner[2]
- Prix Barry 2012 du meilleur livre de poche pour The Silenced[1]
- Prix Thriller 2020 du meilleur e-book original pour Night Man[3]